# Sportåret 1954

## Händelser

### Amerikansk fotboll
- Cleveland Browns besegrar Detroit Lions med 56 - 10 i NFL-finalen.

### Bandy
- 7 mars - Västanfors IF blir svenska mästare genom att besegra Örebro SK med 2-1 i omspelsfinalen på Tunavallen i Eskilstuna.[1][2]

### Baseboll
- 2 oktober - National League-mästarna New York Giants vinner World Series med 4-0 i matcher över American League-mästarna Cleveland Indians.[3]

### Basketboll
- 12 april - Minneapolis Lakers vinner NBA-finalserien mot Syracuse Nationals.[4]
- 13 juni - Sovjet vinner damernas Europamästerskap i Belgrad före Tjeckoslovakien och Bulgarien.[5]
- 5 november - USA blir i Brasilien herrvärldsmästerskapet i basket före Brasilien och Filippinerna.[6]

### Bordtennis

#### VM
- Lag, herrar – Japan
- Lag, damer – Japan
- Herrsingel – Ichirō Ogimura, Japan
- Damsingel – Angelica Rozeanu, Rumänien

### Boxning
- Rocky Marciano besegrar i en titelmatch Ezzard Charles och försvarar därmed världsmästartiteln i tungvikt.

### Cykel
- Carlo Clerici, Italien vinner Giro d'Italia
- Louison Bobet, Frankrike vinner Tour de France
- Louison Bobet, Frankrike vinner linjeloppet vid VM.
- Vuelta a España kördes inte detta år.

### Fotboll
- 1 maj - West Bromwich Albion vinner FA-cupfinalen mot Preston North End med 3-2 på Wembley Stadium.[7]
- 15 juni - Uefa bildas i Basel.[8]
- 4 juli - Västtyskland vinner VM genom att slå Ungern med 3-2 i finalen i Bern.[9]

#### Ligasegrare / resp. lands mästare
- England - Wolverhampton Wanderers
- Frankrike - Lille
- Italien - Inter
- Spanien - Real Madrid
- Skottland - Celtic
- Sverige - Gais
- Västtyskland - Hannover 96

### Friidrott
- 31 december - Franjo Mihalić, Jugoslavien vinner Sylvesterloppet i São Paulo.[10]
- Veikko Karvonen, Finland vinner Boston Marathon.[11]

### Golf

#### Herrar
- The Masters vinns av Sam Snead, USA
- US Open vinns av Ed Furgol, USA
- British Open vinns av Peter Thomson, Australien
- PGA Championship vinns av Chick Harbert, USA
- Mest vunna vinstpengar på PGA-touren: Bob Toski, USA med $65 820

#### Damer
- US Womens Open - Babe Zaharias, USA
- Mest vunna vinstpengar på LPGA-touren: Patti Berg, USA med $16 011

### Friidrott
- 6 maj - Roger Bannister blir först att springa "drömmilen", d.v.s en engelsk mil under fyra minuter.[12]

#### Världsrekord

##### Herrar
- 100 m – Hector Hogan, Australien 10,2 i Sydney (tangering)
- 100 m – Heinz Fütterer, Västtyskland 10,2 i Yokohama (tangering)
- 1 000 m – Audun Boysen, Norge 2.19,5 i Gävle
- 1 500 m – Wes Santee, USA 3.42,8 i Compton
- 1 500 m – John Landy, Australien 3.41,8 i Åbo
- 1 mile – Roger Bannister, Storbritannien 3.59,4 i Oxford
- 5 000 m – Vladimir Kuts, Sovjetunionen 13.56,6 i Bern
- 5 000 m – Chris Chataway, Storbritannien 13.51,6 i London
- 5 000 m – Vladimir Kuts, Sovjetunionen 13.51,2 i Prag
- 10 000 m – Emil Zatopek, Tjeckoslovakien 28.54,2 i Bryssel
- Maraton – Jim Peters, Storbritannien 2:17.39 i Cheswick
- 3 000 m hinder – Sandor Rozsnyoi, Ungern 8.49,6 i Bern
- Kula – Parry O’Brien, USA 18,23 i Des Moines
- Kula – Parry O’Brien, USA 18,42 i Los Angeles
- Kula – Parry O’Brien, USA 18,43 i Los Angeles
- Kula – Parry O’Brien, USA 18,54 i Los Angeles
- Slägga – Michail Krivonosov, Sovjetunionen  63,34 i Bern
- Slägga – Stanislav Njenasjev, Sovjetunionen  64,05 i Baku

##### Damer
- 400 m – Polina Solopova,  Sovjetunionen 55,7 i Leipzig (tangering)
- 400 m – Nina Otkalenko,  Sovjetunionen 55,5 i Kiev
- 400 m – Ursula Donath, DDR 55,0 i Budapest
- 800 m – Nina Otkalenko, Sovjetunionen 2.06,6 i Kiev
- Höjd – Aleksandra Tjudina, Sovjetunionen 1,73 i Kiev
- Längd – Yvette Williams, Nya Zeeland 6,28 i Gisborne
- Kula – Galina Zybina, Sovjetunionen 16,28 i Kiev
- Spjut – Nadezjda Konjajeva, Sovjetunionen 53,56 i Leningrad
- Spjut – Nadezjda Konjajeva, Sovjetunionen 55,11 i Kiev
- Spjut – Nadezjda Konjajeva, Sovjetunionen 55,48 i Kiev

### Handboll
- 17 januari - Sverige blir inomhusvärldsmästare för herrar genom att finalbesegra Västtyskland med 17-14 i Mässhallen i Göteborg.[13]
- Redbergslids IK vinner SM-guld genom serieseger i allsvenskan.

### Ishockey
- 12 februari - Djurgårdens IF blir svenska mästare genom att besegra Gävle GIK i finalserien. Andra finalmatchen slutar 1–1, sedan Djurgårdens IF vunnit första matchen med 5–1.[14]
- 7 mars - Sovjet blir världsmästare i Stockholm före Kanada och Sverige.[15]
- 16 april - Stanley Cup vinns av Detroit Red Wings, som besegrar Montreal Canadiens med 4 matcher mot 3 i slutspelet.[16]

### Konståkning

#### VM
- Herrar - Hayes Alan Jenkins, USA
- Damer - Gundi Busch, Västtyskland.
- Paråkning - Francis Dafoe och Norris Bowden, Kanada.

#### EM
- Herrar -  Carlo Fassi, Italien
- Damer – Gundi Busch, Västtyskland.
- Paråkning – Silvia Grandjean & Michel Grandjean, Frankrike

### Motorsport

#### Formel 1
- 24 oktober - Världsmästare blir för andra gången  Juan Manuel Fangio från Argentina i en Alfa Romeo

#### Sportvagnsracing
- Den italienska biltillverkaren Ferrari vinner sportvagns-VM.
- José Froilán González och Maurice Trintignant vinner Le Mans 24-timmars med en Ferrari 375 Plus.

### Rugby league
- 5 maj – Säsongen 1953/1954 av Challenge Cup slutar med att omspelsfinalen vinns med 8–4 av Warrington mot Halifax inför 120 000 åskådare på Odsal Stadium, nytt publikrekord för rugbyfotboll.[17]
- 13 november – Historiens första VM i rugby league slutar med att Storbritannien vinner med 16–12 över Frankrike i finalen.[18]

### Simning

#### EM
- Vid EM i simning uppnådde svenska simmare följande resultat:
  - 400 m frisim, herrar – 3. Per-Olof Östrand

### Skidor, alpint

#### Herrar

##### VM
- - Slalom
- 1 Stein Eriksen, Norge
- 2 Berni Obermüller, Västtyskland
- 3 Toni Spiess, Österrike
  - Storslalom
- 1 Stein Eriksen, Norge
- 2 François Bonlieu, Frankrike
- 3 Andreas Molterer, Österrike
  - Störtlopp
- 1 Christian Pravda, Österrike
- 2 Martin Stroltz, Österrike
- 3 Ernst Obereigner, Österrike
  - Kombinerat
- 1 Stein Eriksen, Norge
- 2 Christian Pravda, Österrike
- 3 Stig Sollander, Sverige

##### SM
- Slalom vinns av Hans Olofsson, Tärna IK Fjällvinden. Lagtävlingen vinns av Östersund-Frösö SLK.
- Storslalom vinns av Åke Nilsson, Östersund-Frösö SLK . Lagtävlingen vinns av Östersund-Frösö SLK.
- Störtlopp  - inställt.

#### Damer

##### VM
- - Slalom
- 1 Trude Klecker, Österrike
- 2 Ida Schoepfer, Schweiz
- 3 Sarah Thomasson, Sverige
  - Storslalom
- 1 Lucien Schmith, Frankrike
- 2 Madeleine Berthod, Schweiz
- 3 Jannette Burr, USA
  - Störtlopp
- 1 Ida Schoepfer, Schweiz
- 2 Trude Klecker, Österrike
- 3 Lucien Schmith, Frankrike
  - Kombinerat
- 1 Ida Schoepfer, Schweiz
- 2 Madeleine Berthod, Schweiz
- 3 Lucien Schmith, Frankrike

##### SM
- Slalom vinns av Sarah Thomasson, Åre SLK. Lagtävlingen vinns av Åre SLK.
- Storslalom vinns av Sarah Thomasson, Åre SLK.
- Störtlopp  - inställt.

### Skidor, nordiska grenar

#### Herrar
- 7 mars - Pekka Kuvaja, Finland Vasaloppet.[19] som första icke-svensk.[20]
- 1 januari - Olav Bjørnstad, Norge vinner nyårsbackhoppningen i Garmisch-Partenkirchen före Eino Kirjonen, Finland och Esko Mömme, Finland.[21]

##### VM
- - 15 km
- 1 Veikko Hakulinen, Finland
- 2 Arvo Viitanen, Finland
- 3 August Kiuru, Finland
  - 30 km
- 1 Vladimir Kusin, Sovjetunionen
- 2 Veikko Hakulinen, Finland
- 3 Matti Lautala, Finland
- 4 Sixten Jernberg, Sverige
  - 50 km
- 1 Vladimir Kusin, Sovjetunionen
- 2 Veikko Hakulinen, Finland
- 3 Arvo Viitanen, Finland
  - Stafett 4 x 10 km
- 1 Finland (August Kiuru, Tapio Mäkelä, Arvo Viitanen, Finland och Veikko Hakulinen)
- 2 Sovjetunionen (Nikolaj Koslov, Fjodor Terentjev, Aleksej Kusnetsov och Vladimir Kusin)
- 3 Sverige (Sune Larsson, Sixten Jernberg, Arthur Olsson och Per-Erik Larsson)
  - Backhoppning
- 1 Matti Pietikäinen, Finland
- 2 Veikko Heinonen, Finland
- 3 Broe Östman, Sverige
  - Nordisk kombination
- 1 Sverre Stenersen, Norge
- 2 Gunder Dundersen, Norge
- 3 Kjetil Maardalen, Norge

##### SM
- 15 km vinns av Per-Erik Larsson, IFK Mora. Lagtävlingen vinns av IFK Mora.
- 30 km vinns av Georg Vesterlund, Anundsjö IF . Lagtävlingen vinns av IFK Mora.
- 50 km vinns av Gunnar Karlsson, IFK Umeå. Lagtävlingen vinns av IFK Umeå.
- Stafett 3 x 10 km vinns av IFK Mora med laget Sune Larsson, Gunnar Larsson och Per Erik Larsson

#### Damer

##### VM
- - 10 km
- 1 Ljubov Kosyreva, Sovjetunionen
- 2 Siiri Rantanen, Finland
- 3 Mirja Hietamies, Finland
  - Stafett 3 x 5 km
- 1 Sovjetunionen (Ljubov Kosyreva, Margarita Maslennikova och Valentina Zareva)
- 2 Finland (Sirkka Polkunen, Mirja Hietamies och Ljubov Kosyreva)
- 3 Sverige (Anna-Lisa Eriksson, Märta Norberg och Sonja Edström)

##### SM
- 10 km vinns av Margit Åsberg-Albrechtsson, Selångers SK. Lagtävlingen vinns av Arvidsjaurs IF.
- Stafett 3 x 7 km vinns av Selångers SK med laget Anna-Lisa Eriksson, Maj-Britt Lindstedt och Margit Åsberg-Albrechtsson.

### Tennis

#### Herrar
- Tennisens Grand Slam:
  - Australiska öppna - Mervyn Rose, Australien
  - Franska öppna - Tony Trabert, USA
  - Wimbledon - Jaroslav Drobny, Tjeckoslovakien
  - US Open - Vic Seixas, USA
- 29 december - USA vinner Davis Cup genom att finalbesegra Australien med 3-2 i Sydney.[22]

#### Damer
- Tennisens Grand Slam:
  - Australiska öppna - Thelma Long, Australien
  - Franska öppna - Maureen Connolly, USA
  - Wimbledon - Maureen Connolly, USA
  - US Open - Doris Hart, USA

### Travsport
- Travderbyt körs på  Jägersro travbana i  Malmö. Segrare blir den svenska hingsten   Codex (SE) e Locomotive (US) – Delight (SE) e. Scotland  (US). Kilometertid:1.23,4  Körsven:  Sören Nordin
- Travkriteriet vinns av den svenska hingsten   Lord Scotch  (SE)  e. Scotch Fez (US) – Lemomite (US) e. Volomite (US). Kilometertid:1.24,2  Körsven: Sören Nordin

## Evenemang
- Världsmästerskapet i fotboll 1954 avgörs i Schweiz 16 juni–4 juli.
- VM i bordtennis anordnas i London, Storbritannien
- VM i cykelsport anordnas i Solingen, Västtyskland
- VM i hastighetsåkning på skridskor, herrar anordnas i Sapporo, Japan
- VM i hastighetsåkning på skridskor, damer anordnas i Östersund
- VM i ishockey anordnas i Köln, Düsseldorf, Krefeld och Dortmund i Västtyskland.
- VM i konståkning anordnas i Oslo, Norge.
- VM på skidor, alpina grenar anordnas i Åre, Sverige
- VM på skidor, nordiska grenar anoednas i Falun, Sverige
- EM i konståkning anordnas i Bolzano, Italien.

## Födda
- 2 februari - Hans Hinterseer, österrikisk alpin skidåkare.
- 19 februari - Sócrates, brasiliansk fotbollsspelare.
- 21 februari - Ivo van Damme, belgisk friidrottare.
- 17 april - Riccardo Patrese, italiensk racerförare.
- 19 april - Trevor Francis, brittisk fotbollsspelare och -tränare.
- 15 juli - Mario Kempes, argentinsk fotbollsspelare.
- 26 juli - Vitas Gerulaitis, amerikansk tennisspelare.
- 21 augusti - Didier Six, fransk fotbollsspelare.
- 31 augusti - Jan Westerlund, svensk fotbollstränare.
- 14 november - Bernard Hinault, fransk cyklist.
- 5 december - Katarina Hultling, programledare, sportreporter.
- 8 december - Josef Walcher, Sepp, österrikisk alpin skidåkare.
- 21 december - Chris Evert, amerikansk tennisspelare.

## Avlidna
- 19 februari – Erik Norberg, 70, svensk gymnast, ett OS-guld.
- 4 mars – Georg Tengwall, 57, svensk seglare, ett OS-guld.
- 26 maj – Lionel Conacher, 54, kanadensisk ishockeyspelare.
- 28 maj – Algoth Niska, 65, finländsk fotbollsspelare.
- 27 juli – Jacob Tullin Thams, norsk backhoppare, seglare, nordisk kombinationsåkare, längdskidåkare och fotbollsspelare, ett OS-guld och ett OS-silver.
- 8 oktober – William Dod, 87, brittisk bågskytt, ett OS-guld.

### Fotnoter
1. ↑  Erik Jonsson (14 februari 1954). ”1950–1959”. Svenska Bandyförbundet. Arkiverad från originalet den 17 mars 2020. https://web.archive.org/web/20200317215225/https://www.svenskbandy.se/BANDYFINALEN/HISTORIK/Svenskamastare/Herrar/1950-1959. Läst 18 mars 2020.
2. ↑  Andreas Söderman (13 december 2007). ”Inför seriefinalen mot "Fläkten"”. Svenska fans. https://www.svenskafans.com/bandy/209060. Läst 2 september 2011.
3. ↑  ”1954 World Series” (på engelska). Baseball-Reference.com. http://www.baseball-reference.com/postseason/1954_WS.shtml. Läst 14 juli 2015.
4. ↑  ”Basketball Reference”. http://www.basketball-reference.com/leagues/NBA_1954_games.html. Läst 25 augusti 2011.
5. ↑  ”Sport Statistics”. Arkiverad från originalet den 28 maj 2012. https://web.archive.org/web/20120528084402/http://todor66.com/basketball/Europe/Women_1952.html. Läst 24 augusti 2011.
6. ↑  ”Sport Statistics”. Arkiverad från originalet den 11 juli 2008. https://web.archive.org/web/20080711143935/http://todor66.com/basketball/World/Men_1954.html. Läst 24 augusti 2011.
7. ↑  ”England FA Challenge Cup 1953-1954” (på engelska). RSSSF. http://www.rsssf.com/tablese/engcup1954.html. Läst 19 augusti 2012.
8. ↑  ”UEFA - 50 years of success” (på engelska). FIFA. 15 juni 2004. Arkiverad från originalet den 22 mars 2020. https://web.archive.org/web/20200322173752/https://www.fifa.com/who-we-are/news/uefa-years-success-92895. Läst 22 mars 2020.
9. ↑  ”World Cup 1954” (på engelska). RSSSF. http://www.rsssf.com/tables/54f.html. Läst 11 augusti 2011.
10. ↑  ”1950” (på portugisiska). Sylvesterloppet. Arkiverad från originalet den 1 mars 2014. https://web.archive.org/web/20140301035933/http://www.saosilvestre.com.br/1950. Läst 19 augusti 2012.
11. ↑  ”Boston Marathon”. Arkiverad från originalet den 27 april 2015. https://web.archive.org/web/20150427035419/http://www.baa.org/races/boston-marathon/boston-marathon-history/past-champions/past-mens-open-champions.aspx. Läst 9 april 2011.
12. ↑  ”Aftonbladet”. 5 maj 1999. http://wwwc.aftonbladet.se/arhundradets/dagar/990506.html. Läst 2 september 2011.
13. ↑  ”Sport Statistics”. http://www.todor66.com/handball/World/Men_1954.html. Läst 23 augusti 2011.
14. ↑  ”Championnat de Suède 1953/54” (på franska). Hockey Archives. 12 februari 1954. https://www.hockeyarchives.info/Suede1954.htm. Läst 15 augusti 2011.
15. ↑  ”Championnats du monde 1954” (på franska). Hockey Archives. 7 mars 1954. https://www.hockeyarchives.info/mondial1954.htm. Läst 15 augusti 2011.
16. ↑  ”NHL 1953/54” (på franska). Hockey Archives. https://www.hockeyarchives.info/NHL1954.htm. Läst 23 mars 2020.
17. ↑  Baker, Andrew (20 maj 1995). ”100 years of rugby league: From the great divide to the Super era”. Independent, The (independent.co.uk). https://www.independent.co.uk/sport/100-years-of-rugby-league-from-the-great-divide-to-the-super-era-1597130.html. Läst 25 september 2009.
18. ↑  ”England beats France to win rugby crown” (på engelska). The Milwaukee Journal:  ss. 9. 13 november 1954. Arkiverad från originalet den 24 maj 2012. http://archive.is/2012.05.24-215852/http://news.google.com/newspapers?id=fAYvAAAAIBAJ&sjid=hSMEAAAAIBAJ&pg=1256,6515278. Läst 25 december 2009.
19. ↑  ”Historiska segrare”. Vasaloppet. Arkiverad från originalet den 22 mars 2020. https://web.archive.org/web/20200322121012/https://www.vasaloppet.se/wp-content/uploads/sites/1/2019/09/historiska_segrare_vasaloppet_sve_2019-09-18.pdf. Läst 5 september 2011.
20. ↑  ”Utländska segrare i Vasaloppet” (på svenska). SVT Sport. 2 februari 2011. https://www.svt.se/sport/artikel/utlandska-segrare-i-vasaloppet. Läst 22 mars 2020.
21. ↑  ”FIS Ski Results” (på engelska). FIS. https://data.fis-ski.com/dynamic/results.html?sector=JP&raceid=849. Läst 19 augusti 2012.
22. ↑  ”Davis Cup”. http://www.daviscup.com/en/results/tie/details.aspx?tieId=10000737. Läst 20 augusti 2011.